# Pselionema simplex
Pselionema simplex är en rundmaskart som beskrevs av De Coninck 1942. Pselionema simplex ingår i släktet Pselionema och familjen Ceramonematidae. Arten är reproducerande i Sverige. Inga underarter finns listade i Catalogue of Life.